# Trébrivan
Trébrivan (bret. Trabrivan) – miejscowość i gmina we Francji, w regionie Bretania, w departamencie Côtes-d’Armor.
Według danych na rok 1990 gminę zamieszkiwało 651 osób, a gęstość zaludnienia wynosiła 28 osób/km² (wśród 1269 gmin Bretanii Trébrivan plasuje się na 747. miejscu pod względem liczby ludności, natomiast pod względem powierzchni na miejscu 420.).